# Assimilatieverlichting

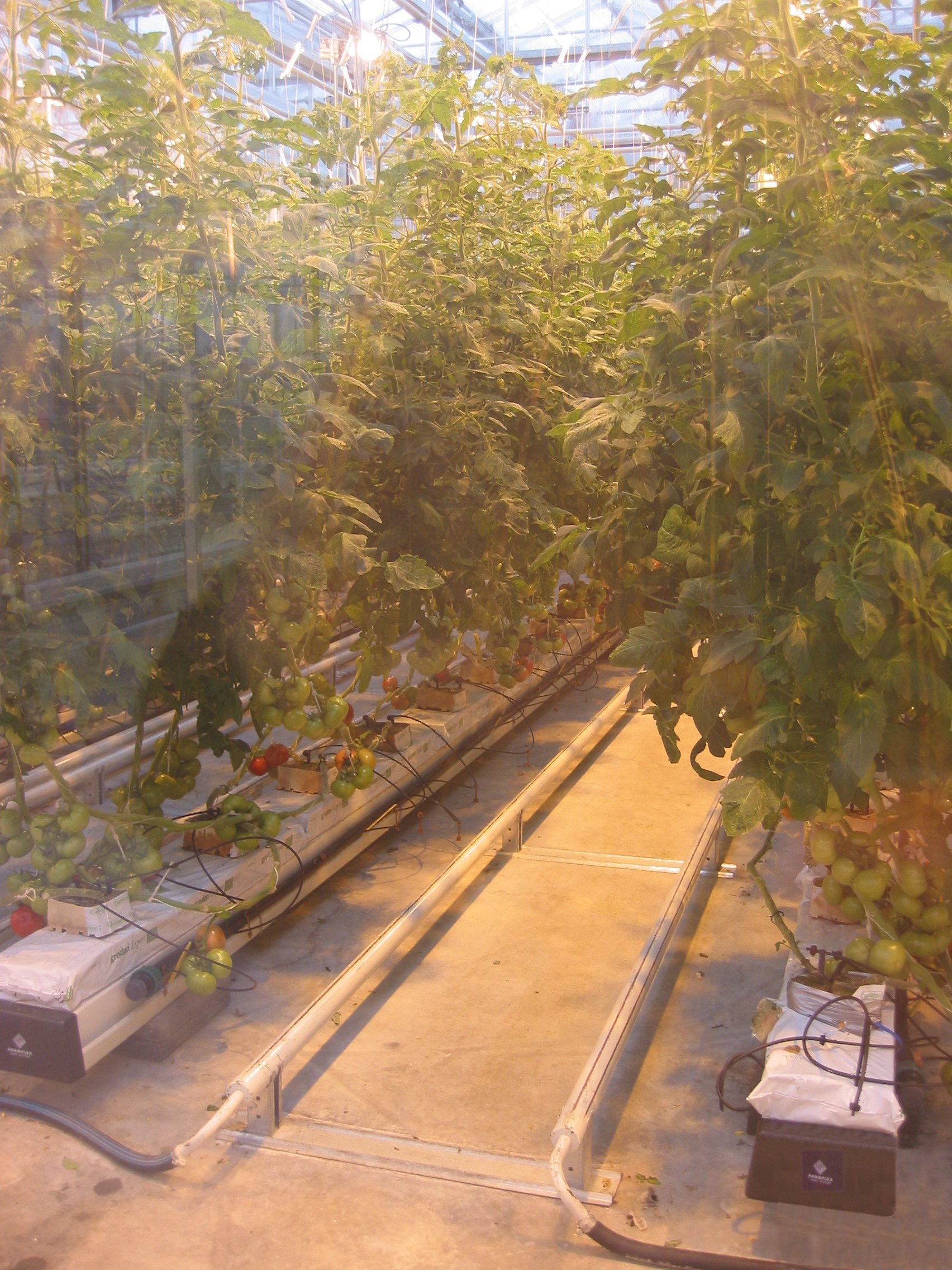
Tomaten op watercultuur met assimilatieverlichting en steenwol substraat

Assimilatieverlichting of assimilatiebelichting is toepassing van kunstlicht voor de plantengroei en wordt toegepast in de tuinbouw. Het is aanvullend op het zonlicht, waardoor de planten langer kunnen assimileren. 
Vooral in de wintermaanden geeft assimilatiebelichting een betere kwaliteit zowel bij groenten als siergewassen. Het meest wordt assimilatieverlichting toegepast bij rozen en chrysanten. De laatste tijd worden andere gewassen ook steeds meer belicht zoals paprika, tomaat, komkommer, orchidee (phalaenopsis), gerbera, alstroemeria en kalanchoë. 
De gemiddelde verlichtingssterkte bedraagt 8000 lux (105 µmol/m²s). De assimilatiebelichting brandt rond de 3000 uur per jaar, waarvan 80% 's nachts. 

## Licht en plant
Planten kennen een andere gevoeligheid voor licht van verschillende golflengten. Bij groene planten is de gevoeligheid voor rood licht het hoogst en voor groen het laagst. Daarom is de eenheid lux niet de juiste maat voor de belichting van groene planten. Lichtbronnen kunnen worden beschouwd als bronnen van energiedeeltjes; deze worden lichtquanten of fotonen genoemd. De meeste verlichtingsproducten worden ontwikkeld voor toepassingen waarin de mens centraal staat. Hiervoor worden de eenheden lumen en lux gebruikt. De eenheid lux stamt uit de fotometrie en is gebaseerd op de gemiddelde gevoeligheid van het menselijk oog. De maximale gevoeligheid ligt rond 555 nm (geelgroen licht) en neemt af bij langere (rood) en kortere (blauw) golflengte. 
Alle fotonen, van blauw tot rood (400 tot 700 nm), worden gebruikt voor de fotosynthese, maar dit gebeurt niet voor elke foton met hetzelfde rendement. We hebben hier te maken met de ‘plantgevoeligheidskromme’.

## Micromol
Micromol (µmol) Sinds eind 2004 worden lampen gespecificeerd in µmol. Ook alle garanties worden op µmol-waarden afgegeven. Onderzoeken van universiteiten en proefstations tonen aan dat de groeisnelheid van planten vooral wordt bepaald door het aantal fotonen tussen 400 en 700 nm dat zij absorberen. Dit groeilicht wordt aangeduid met de afkorting PAR en is de enige betrouwbare maat om aan te duiden of een lamp geschikt is voor fotosynthese. Hoe hoger de PAR-waarde per watt, des te efficiënter de lamp. Daarom specificeert men voor alle ‘groeilampen’ de PAR, uitgedrukt in micromol fotonen per seconde (µmol/s). 

## Fotosynthese
Fotosynthese is een fotochemisch proces waarbij groeilicht geabsorbeerd wordt door het chlorofyl en carotenoïden van bladeren. Het opgenomen groeilicht wordt in de vorm van lichtenergie gebruikt voor de vorming van suikers uit koolzuurgas (CO2) dat door de bladeren wordt opgenomen. Dit proces kan als volgt worden weergegeven: 
In Chemievorm:
```
            Warmte                    _> verdamping
6
CO
2
 + 6
H
2
O
  →  
C
6
H
12
O
6
 + 6
O
2
 /
            licht
         
bladgroenkorrels
(BGK)                 
```

In Nederlandse vorm:
```
                     Warmte                     _> verdamping

Koolstofdioxide
 + 
Water
 → 
Suikers
 + 
Zuurstof
/
                     licht
               
bladgroenkorrels
(BGK)
```

Groeilicht is een belangrijke productiefactor in veel gewassen. Groeilicht drijft de fotosynthese, waardoor assimilaten beschikbaar komen voor de groei en bijhorende ontwikkeling van het gewas. Fotosynthese en groei zijn als twee armen van een balans die in evenwicht moeten zijn om een optimale productie te realiseren. Fotosynthese wordt gestuurd door de hoeveelheid beschikbaar groeilicht, groei wordt met name gestuurd door lichtkwaliteit en temperatuur. Bij investeren in assimilatiebelichting moet dus niet alleen gelet worden op de hoeveelheid toegevoegd groeilicht maar ook op de kwaliteit van het licht en de door de installatie veroorzaakte temperatuursinvloeden op het gewas.

## Typen lampen
Hogedrukkwiklampen werden vroeger gebruikt. Nu worden
hogedruknatriumlampen (SON-T lamp) toegepast.
Nieuw zijn de led-assimilatieverlichtingsarmaturen waar in 2007 de eerste testen in de kassen mee gedaan zijn.
De grote voordelen van led-assimilatieverlichting zijn:
- veel lagere temperaturen
- minder lichtvervuiling
- geen stroompieken bij het inschakelen van de lamp
- bijna geen blindstroom, wat gunstig is bij gebruik van een eigen WKK maar ook voor de leverancier van stroom
- mogelijkheid voor gewasspecifieke belichting met verschillend lichtspectrum per gewassoort
- langere levensduur van de lamp (50.000 uur versus 10.000 uur)

Leds zijn op dit moment (begin 2008) nog steeds minder energie-efficiënt voor fotosynthese dan de hogedruknatriumlampen: de hoeveelheid PAR per watt van de beste leds is nog steeds lager dan van hogedruknatriumlampen. De verwachting is dat dit door voortdurende ontwikkelingen in de led-industrie binnen afzienbare tijd zal veranderen. Wel kan de warmte die leds produceren door middel van waterkoeling worden opgevangen en afgevoerd en in theorie worden hergebruikt. Dit kan niet bij hogedruknatriumlampen. Het gaat hierbij wel om relatief laagwaardige warmte aangezien de optimale temperatuur voor leds in de buurt van de 25 graden ligt.
Een aantal glastuinbouwkwekers startte in 2010 met zwavelplasmalampen (Sulphur plasma lights) voor de opkweek van jonge planten.
Rond oktober 2012 start de levering van deze kunstzonlichtlampen.

## Lichtvervuiling
Door assimilatiebelichting treedt er als het donker is lichtvervuiling op door de uitstraling van het kasdek in de glastuinbouw (de bovenzijde van de kas). De zijgevels zijn meestal al voor 95% verduisterd, zodat daardoor weinig licht naar buiten treedt. Ook het kasdek moet verduisterd worden.
Deze regels zijn bedoeld om lichthinder te beperken en flora en fauna te beschermen.
In het Nederlandse Activiteitenbesluit milieubeheer staat dat bij de zijgevels van kassen tussen zonsondergang en zonsopgang de lichtuitstoot verminderd moet zijn met 95%. Voor de bovenzijde (kasdek) geldt dat afscherming aanwezig moet zijn om de lichtuitstoot met minimaal 98% te reduceren. 
In de maanden september, oktober en april moet de bovenzijde van kas vanaf een half uur na zonsondergang  tot 02:00 uur zijn afgeschermd. In de maanden november t/m maart moet de bovenzijde van de kas van 18:00 tot 24:00 uur zijn afgeschermd. In de nanacht moet de bovenzijde van de kas ook afgeschermd zijn, maar de regels zijn iets minder streng. 
Hierbij gelden nog enkele uitzonderingen en overgangstermijnen.

## Hennepteelt
Voor de teelt van hennep in Nederland bestemd als genotsmiddel wordt vaak gebruikgemaakt van kunstlicht, omdat dan het THC-gehalte hoger is. Deze kweek vindt doorgaans plaats in hennepplantages.